# Thomas Sheridan
Thomas Sheridan (1719 - 14 août 1788) est un acteur, professeur et rhétoricien irlandais connu pour son soutien de la conception traditionnelle de l'éloquence oratoire. 
Il est le filleul de l'écrivain britannique Jonathan Swift.

## Biographie
Thomas Sheridan reçoit son Master of Arts en 1743, au Trinity College de Dublin.
Il a publié un dictionnaire d'anglais en 1780. Il se marie avec Frances Chamberlain (1724 - 26 septembre 1766), qu'il encourage à écrire. Leur fils, Richard Brinsley Sheridan, écrit des comédies ; leur fille, Alice, écrit également des ouvrages reconnus.
La pensée de Sheridan influença les écrits de Hugh Blair.